# Wuhle
La Wuhle est une petite rivière de l'agglomération berlinoise en Allemagne. Comme la Panke, c'est un affluent de la rive droite de la Sprée. Elle prend sa source sur le plateau morainique de Barnim à Ahrensfelde dans le Brandebourg près de la frontière berlinoise. Elle s'écoule le long d'une vallée tunnel sur 15,5 km, dont 15,2 km à Berlin, jusqu'à son embouchure dans la Sprée dans le bois Wuhlheide entre Berlin-Oberschöneweide et Berlin-Köpenick.